# 잔지해다람쥐
잔지해다람쥐(Heliosciurus undulatus)는 다람쥐과에 속하는 설치류의 일종이다. 아프리카 동부 지역에서 발견된다.

## 분포
잔지해다람쥐는 케냐 남부 및 동부 지역, 잔지바르의 주요 섬인 마피아섬과 웅구자섬이 포함된 탄자니아 북부와 동부 지역에서 발견된다. 그러나 펨바섬에서는 발견되지 않는다.

## 서식지
잔지해다람쥐는 해안가 숲과 강가의 대상림에서 주로 서식하지만, 킬리만자로산의 해발 2000m 이하에서 발견되기도 한다.